# 天才阿公
《天才阿公》（英語：Uncle Grandpa）是美國卡通頻道的动画影集，由Peter Browngardt導演。基於卡通社同名短片改編。該系列從2013年9月2日至2017年6月30日在卡通頻道上播放。

## 外部連結
- 官方网站
- Uncle Grandpa的Facebook專頁
- Uncle Grandpa（页面存档备份，存于） at TV.com
- Uncle Grandpa（页面存档备份，存于） at the Internet Movie Database